# Лемжа
Лемжа — река в России, протекает в Сокольском районе Нижегородской области. Устье реки находится в 38 км по левому берегу реки Мочи. Длина реки составляет 13 км.
Исток реки находится у деревни Трушино в 19 км к северо-востоку от посёлка Ковернино. Река течёт на запад и северо-запад, протекает деревню Мамонтово. Впадает в Мочу у посёлка Лесной.

## Данные водного реестра
По данным государственного водного реестра России относится к Верхневолжскому бассейновому округу, водохозяйственный участок реки — Волга от города Кострома до Горьковского гидроузла (Горьковское водохранилище), без реки Унжа, речной подбассейн реки — Волга ниже Рыбинского водохранилища до впадения Оки. Речной бассейн реки — (Верхняя) Волга до Куйбышевского водохранилища (без бассейна Оки).
По данным геоинформационной системы водохозяйственного районирования территории РФ, подготовленной Федеральным агентством водных ресурсов:
- Код водного объекта в государственном водном реестре — 08010300412110000016996
- Код по гидрологической изученности (ГИ) — 110001699
- Код бассейна — 08.01.03.004
- Номер тома по ГИ — 10
- Выпуск по ГИ — 0